# سادات کرهرود
سادات کرهرود سلسله‌ای از سادات بودند که از جد هفتم به بعد در شهر کرهرود واقع در استان مرکزی زندگی می‌کردند. نسب این سلسله به امام سجاد چهارمین امام شیعیان می‌رسد.

## نسب‌شناسی
شجره‌نامه‌ای از این سلسله وجود دارد که حاج اسماعیل عراقی در پشت کتاب دُرَر آیت الله عبدالکریم حائری یزدی به چاپ رسانده است. بر اساس این متن شجره نامه به صورت زیر بوده‌است:
میرعلی محمد بن میرفخرالدین بن سیدهادی بن تاج‌الدین بن سید محمد بن سید حیدر بن سید محمد (مکی) بن سید غیاث بن سید معصوم بن سید تاج‌ الدین بن سید رضی‌الدین بن سید علی بن سید حسن بن سید محمد بن سید محمد بن محمد فخرالدین بن محمدرضی‌الدین بن سید زید بن سید داعی بن سید حسن بن سید محمد بن سید علی بن سید علی (الحریری) بن سید حسن (ابو محمد الافطس) بن سید علی (اصغر) بن امام زین‌العابدین.
هفتمین جد این دودمان، میرعلی‌محمد مکی است که مدتی قبل از بنای شهر اراک به این منطقه مهاجرت نمود. محل دفن وی در قبرستانی بنام تخت سید در کرهرود است و با آنکه ضریح ندارد معروف و مورد زیارت و محل نذورات است. قبرستان به اعتبار وی تخت سید نامیده شده‌است.
از سید غیاث تا سید علی در شجره‌نامه، از بازماندگان حمله مغول به آوه بودند که از زندگی آن‌ها سندی در دست نیست.

## ورود جد سادات به کرهرود
تاریخ ورود میر محمد مکی به کرهرود به درستی مشخص نیست. همین‌قدر مسلم است که وی در اواخر قرن دهم و در آغاز قرن یازدهم هجری قمری به سمت کرهرود آمده است، اما مقصد اصلی او شهرهای غرب ایران بود. جریان ساکن شدن میر محمد در کرهرود بدین گونه بوده‌است؛ گویند هنگامی که وی از آوه به سمت کرهرود رهسپار می‌شود نزدیک غروب خورشید برای ادای فرضیه نماز دنبال آب در اطراف کرهرود می‌گردد، چون آب پیدا نمی‌کند ،دستی بر خاک می‌زند و آب پدیدار می‌شود. یکی از اهالی که از آن سمت می‌گذشت با تعجب چشمه را می‌بیند و چون هزاران بار از منطقه گذرکرده بوده و چشمه‌ای در آنجا یافت نکرده بود ،با تعجب به سمت میر محمد می‌رود. میر محمد به وی می‌گوید:«برو به شیخ حسن بگو سید محمد آمده.» رهگذر به قریه کرهرود و نزد شیخ حسن کرهرودی می‌رود و واقعه را بر وی شرح می‌دهد. پس از آن شیخ به دیدار سید رفته و از وی خواهش می‌کند تا برای انجام امور شرعی مراجعان شهرها و روستاهای اطراف (عمدتاً از بروجرد، همدان و ملایر) در کرهرود باقی بماند. میر محمد که احساس کرد وظیفه سنگینی بر دوش وی نهاده شده در قریه کرهرود ساکن شد و ۳۵ سال در حوزه درسی آنجا به فعالیت پرداخت.
عزت الله خان بزرگ خاندان بياتي از كساني بود كه در كمك رساني خاندان سادات كرهرود كمک فراوانی نمود .
میرعلی‌محمد مکی بنای مدرسه علوم دینی را در قریه کرهرود گذاشت. بعد از تأسیس شهر اراک، دو تن از فرزندان وی به نام‌های سیدمحمد و سیداحمد که به سیدین عراق مشهورند، در شهر اراک ساکن شدند و اداره و ریاست مذهبی و معنوی شهر را بر عهده گرفتند.

## قبرستان تخت سادات
میر محمد جد اعلای سادات کرهرود، ۳۵ سال پس از ورود قریه وفات یافت. وی را در چشمه‌ای که در کنار آن نماز خوانده بود، دفن کردند و از آن روز به بعد محل دفن وی به تخت سادات شهرت یافت.

## افراد مشهور سلسله سادات
افراد مشهور سلسله سادات پس از ورود به کرهرود:
- سید میرعلی محمد مکی (جد اعلا)
- سید احمد (پسر میرعلی محمد)
- سید محمد (پسر میرعلی محمد)
- آقا اکبر (از نوادگان سید احمد)
- آقا مرتضی (از نوادگان سید احمد)
- آقا جواد (از نوادگان سید احمد)
- میرزا محمدحسین (از نوادگان سید احمد)
- میرزا معصوم (از نوادگان سید احمد)
- سید جلیل (از نوادگان سید احمد)
- سید اصغر (از نوادگان سید احمد)
- سید علی (از نوادگان سید احمد)
- آقا شفیع (از نوادگان سید احمد) (پدر آقانورالدین عراقی)
- میرزا ابوالقاسم (از نوادگان سید احمد) (پدر آقامحسن عراقی)
- سید قاسم (از نوادگان سید محمد)
- آقا رحیم (از نوادگان سید محمد)
- سید صادقی (از نوادگان سید محمد)
- سید عبدالرحمن (از نوادگان سید محمد)
- سید محمدباقر (از نوادگان سید محمد) (پدر آقا ضیاءالدین عراقی)
- آقا سید فتح الله کرهرودی(از شاگردان مجتهد میرزای شیرازی)
- سید عنایت الله مکی(فرزند سید فتح الله و از شاگردان مبرز مرحو شیخ عبد الکریم حایری)
- آقا سید عبدالله مکی(از شاگردان شیخ عبد الکریم حایری)
- امیر سرتیپ سید نور الدین محمد مکی(فرمانده دانشکده افسری و از فرماندهان تراز اول جنگ تحمیلی ایران و عراق)

حاج سید صادق فرزند حاج سید محمد کرهرودی که در شازند اراک زندگی می کرده وناصرالدین شاه در سفر به عتبات با اودیدار داشته و مدفون درقبرستان معروف شیخان قم است
آقا شجاع فرزند حاج سید صادق وآقا طاهر فرزند آقا شجاع بوده وبرادر دیگرش آقا نور بوده 
آقا طاهر در جوار مقبره آقا نور اراک به خاک سپرده شده است
آقا اطهر فرزند آقا طاهر است که دوبرادر وی آقا طیب وآقا مطهر بوده اند
فرزندان آقا اطهر سید احمد سجادی مهندس مخابرات ودر مخابرات کشور  سالها منشاء خیر بوده اند
دکتر سید محمود سجادی از اساتیدومحققین دانشگاه علوم پزشکی شیراز هستند 
سید علی سجادی از محققین گیاهپزشکی
سید عباس سجادی کارگردان وفیلم ساز می باشند